# Nemoscolus semilugens
Nemoscolus semilugens är en spindelart som beskrevs av Denis 1966. Nemoscolus semilugens ingår i släktet Nemoscolus och familjen hjulspindlar.
Artens utbredningsområde är Libya. Inga underarter finns listade i Catalogue of Life.